# フラメンカエッグ
フラメンカエッグ、フラメンカ・エッグ、卵のフラメンコ風（スペイン語: huevos a la flamenca）はスペイン料理の1種。アンダルシア地方の郷土料理である。
色とりどりの野菜をトマトソースに入れ、半熟卵と混ぜて食べる料理である。色合いがフラメンコダンサーの衣装を想起させることからの命名。